# August Hermann Ewerbeck
August Hermann Ewerbeck (* 12. November 1816 in Danzig; † 4. November 1860 in Paris) war ein deutsch-französischer Schriftsteller, Übersetzer sowie Arzt und Kommunist. Seine Pseudonyme waren Dr. Wendel Hippler und Hermann Mitras.

## Leben
Hermann Ewerbeck wurde als jüngstes von vier Kindern in Danzig geboren. Sein Vater Christian Gottfried Ewerbeck (* 15. Januar 1761; † 27. Dezember 1837) war Professor für Mathematik, Philosophie und deutsche Sprache am akademischen Athenäum-Gymnasium und zuletzt dessen Direktor. Seine Mutter war Christiane Concordia Augusta Pobowski († 1849). Im Frühjahr 1835 legte Ewerbeck auf dem akademischen Gymnasium seiner Heimatstadt das Abitur mit rite ab. Im Mai 1835 immatrikulierte er sich an der Friedrich-Wilhelm-Universität zu Berlin im Fach Medizin. Das nach den Medizinalvorschriften vorgeschriebene Semester in Philosophie legte er vorzeitig ab. Er hörte Vorlesungen über Logik bei Friedrich Adolf Trendelenburg, Geschichte bei Leopold von Ranke und Chemie bei Eilhard Mitscherlich. Ende 1836 wechselte er zur medizinischen Fakultät über. Hier besuchte er Vorlesungen u. a. bei Johannes von Müller, Friedrich Schlemm, Emil Osann u. a. Ab Oktober 1838 leistete er als Einjährig-Freiwilliger seinen Militärdienst in dem Kaiser-Alexander-Regiment ab. Am 16. August 1839 wurde er promoviert mit einer Arbeit über De phaenomenis opticis subjectivis (Die subjektive Wahrnehmung der Optik).
Im junghegelianischen Denken sah er eine Perspektive. Im Frühjahr 1840 verließ er Berlin, wie er Arnold Ruge am 3. Januar 1841 schrieb: „Überdrüssig, daheim wortlos und thatenlos sitzen zu müssen gegenüber dem was dort geschah und nicht geschah, verließ ich aus freien Stücken das Land.“ Zuerst reiste er durch Schweden, Dänemark, England, die Schweiz und Italien. An der Universität Utrecht beantragte er eine Zusatzausbildung zum Chirurgen am 15. Oktober 1840. Danach eröffnete er kurzzeitig eine Praxis in Amsterdam, die er aber bald wieder aufgab. Am 21. Juli 1841 teilt er Ruge aus Paris mit: in der „Hauptstadt der Neu[en] Welt, wo seit einem halben Jahrhundert die Märtyrer ihr bestes Blut des Leibes und des Geistes jubelnd […] ausgegossen haben […] hier verlerne ich allmählich […] woran unser Volk sieche wie an erblicher Krankheit.“

### In Paris
Wie aus Ewerbecks Briefen an Arnold Ruge hervorgeht, traf er spätestens im Juni 1841 in Paris ein. Da Wilhelm Weitling und andere bereits im Mai 1841 Paris verlassen hatten, wurde Ewerbeck bald in die „Volkshalle“ des Bundes der Gerechtigkeit aufgenommen. Er half mit, den Geheimbundcharakter abzustreifen und er war es, der Ende 1842 oder 1843 die Statuten des Bundes der Gerechten entwarf. Ende 1843 lernte er Karl Marx in Paris kennen, den er 1846 als „den Aristoteles des 19. Jahrhunderts“ bezeichnete. In einem Artikel für die „Trier’sche Zeitung“ vom 29. Juni 1846 schrieb er über Marx: „Die kritisch-juristisch- und nationalökonomischen Werke eines Carl Marx wären wahrscheinlich eine der größten und schönsten Gaben, die Deutschlands Genius dem französischen seit langem dargebracht.“ Neben Marx lernte er auch Heinrich Heine und vor allem German Mäurer kennen, mit dem ihn eine lange Freundschaft verband. Hermann Ewerbeck führte einen Briefwechsel mit Wilhelm Weitling und half den Druck der „Garantien der Harmonie und der Freiheit“ zu finanzieren.
Ewerbeck war es auch, der 1844/45 einen Katechismus des Bundes entwarf, der als Fragment bei Carl Bühring 1847 von der Polizei beschlagnahmt wurde. Schon in seinen Briefen hat Ewerbeck Étienne Cabet eine besondere Rolle bei der Propagierung des Kommunismus zugesprochen. Unter dem Namen „Dr. Wendel Hippler“ übersetzte er mehrere Werke Cabets ins Deutsche. Er ließ sich gleichzeitig von Moses Heß, Karl Grün, Weitling und Marx beeinflussen. In den Auseinandersetzungen 1846 um den „wahren Sozialismus“ stand er auf der Seite von Marx und Engels. Für Pierre-Joseph Proudhon übersetzte er mehrere Schriften von Ludwig Feuerbach und anderen ins Französische.
In Paris lernte Ewerbeck auch die späteren Angeklagten im Kölner Kommunistenprozess Roland Daniels und Wilhelm Joseph Reiff kennen. Er wurde auch im Berliner „Hochverratsprozess gegen den Schneider Tietz“ als Kommunist benannt.
Am 19. April 1848 nahm Ewerbeck die französische Staatsbürgerschaft an.
Während der Revolution 1848/49 war Ewerbeck Leiter der Pariser Gemeinde des Bundes der Kommunisten und Korrespondent der Kölner Neuen Rheinischen Zeitung 1848 bis 1849. Als französischer Delegierter war er auf dem zweiten demokratischen Kongress vom 26. bis 30. Oktober 1848 in Berlin. Für die Neue Rheinische Zeitung berichtete er überwiegend über die revolutionären Ereignisse in Paris.

#### Zur Übersetzung der Reise nach Ikarien
In seinem „Vorwort des Uebersetzers“ schrieb Ewerbeck: „Es ist wahrhaftig hohe Zeit daß dies merkwürdige Buch endlich den Deutschen aller Klassen zugänglich werde. […] Die Arbeiterfrauen lesen es eben so fleißig wie die Männer“. […] „Die Revolution des vorigen Jahrhunderts hatte einige Jahre lang dem arbeitenden Volkstheile versprochen, für die Sicherung seines leiblichen wie seines geistigen Lebens und Lebensunterhalts zu sorgen In den ewig denkwürdigen Weltjahren 93 und 94 hatte die Jabokinerparthei oder Bergparthei, durch die Proletarier gestützt, die Regierung des Landes zu Gunsten eben dieser Proletarier geleitet. Das war eine eiserne Herrschaft der Arbeiter geworden, denn sie mußten das kalte Eisen gebrauchen um die aufgestiegene Mittelklasse niederzuhalten und ihr Respekt einzuflößen. “ […] „Die paar schlimmen Jahre 92, 93 und 94 verstrichen, und hierauf schwang sie [die junge Bürgerschaft] sich an die Spitze, wo sie noch heute steht und stehern muß. So will es der natürliche Verlauf der Entwickelung. Keine Klasse kann eher an’s Herrschen kommenm, als bis sie dazu geistig wie materiell reif geworden.“[…] „Nichts wäre der guten Sache gefährlicher, als eine Emeute, die man kommunistisch nenne, und mit Kartätschen niederblasen könnte; Tags drauf würde dann eine Preßbeschränkung, eine Verschärfung der Septembergesetze, von den Kammer dekretirt werden, die allerdings dem stillen Herzenswunsche Manches entspräche. Aber solange Cabet wacht, wird dies nicht geschehen.“

#### Zur Übersetzung des Kommunistischen Manifests
Am 26. Februar 1849 berichtete Ewerbeck an Marx: „Ich habe Monsieur Paya […] die f[ranzö]sische Übertragung Deines kommunistischen Manifests geendigt. Sie ist ausnehmend gelungen. Er ist begeistert über dies Manifest und wird selbiges sobald wie möglich in einem kleinen Bändchen, groß gedruckt, nebst einem Vorwort an Dich und Notizen über Dich, erscheinen lassen. Auf dem Titel ist nur er, nicht ich genannt.“ Und in der Neuen Rheinischen Zeitung schrieb Ewerbeck: „Das […] Manifest der kommunistischen Partei […] erscheint zu Paris alsbald in französischer Uebersetzung des Bürgers Paya“.

### Letzte Jahre
Am 25. Februar 1850 beschreibt Ewerbeck, dass er an dem Buch L’Allemagne et les Allemands seit „fünf Jahren“ schreibt. „Ich bin durch diese Arbeit und Schreiben für einige Journale so ungemein in Anspruch genommen, daß ich mich nicht mit B[undes]angelegenheiten abgeben kann, und vorläufig, einige Monate lang, nicht abgeben können werde. [] im Kreise hieselbst Spaltung ausgebrochen ist und eigentlich ausbrechen mußte […]“
In der Bundesansprache vom Juni 1850 kommentierten Marx und Engels Ewerbecks Brief: „In Paris hat das Bundesmitglied, das seither an der Spitze der dortigen Gemeinden stand, Ewerbeck, seinen Austritt aus dem Bunde erklärt, da er seine literarische Tätigkeit für wichtiger hält. Die Verbindung ist daher momentan unterbrochen, und ihre Wiederanknüpfung muß mit um so mehr Vorsicht geschehen, als die Pariser eine Anzahl Leute aufgenommen haben, die gänzlich unbrauchbar sind und sogar früher in directer Feindschaft gegen den Bund gestanden haben.“
In dem 1850 erschienenen Band Qu’est-ce que la Bible übersetzte Ewerbeck auch die Rezension von Karl Marx’ Zur Judenfrage. Diese Übersetzung ist aber „stellenweise eine freie Bearbeitung des Originals“. In seinem Brief an Marx vom 9. Oktober 1851 bat er Marx um die notwendigen Notizen „über Dein Leben und Wirken“. Qu’est-ce que la Bible wurde 1857 durch die römisch-katholische Glaubenskongregation auf den Index gesetzt.
1851 erlitt Ewerbeck einen Hirnschlag, von dem er sich nie ganz erholte. 1853 reiste er in die Vereinigten Staaten, um eine Kolonie von Cabet zu besuchen und sich dort als Arzt niederzulassen. Aber schon ein Jahr später kehrte er nach Frankreich zurück. Er wohnte 1854 in Passy, wo ihn Friedrich Herman Semmig persönlich kennenlernte. Die beiden blieben bis 1860 befreundet. 1855 verzog Ewerbeck wieder nach Paris. 1857 erhielt er eine Anstellung als „Attaché des travaux du Catalogue de Bibliothéque impériale“. Beim italienischen Krieg 1859 nahm er für Napoléon III. Partei. Dies drückte sich auch in seiner Mitarbeit an der Zeitschrift Das Jahrhundert aus. Er starb am 4. November 1860 in einem Krankenhaus des Deutschen Hilfsvereins an Schwindsucht und wurde auf dem Friedhof Père-Lachaise in Paris beigesetzt.

## Werke
- August Arminius Ewerbeck: De phaenomenis opticis subjectivis. Schlesinger, Berolini 1839 MDZ
- L’Allemagne et les Allemands. Garnier fréres, Paris 1851 MDZ
- La Russie et l’équilibre européen par un homme d’Etat. Ledoyen, Paris 1854 Digitalisat

### Artikel (Auswahl)
- [Hermann Ewerbeck]: Die Helvetische Colonie nach Missuri (Nord-Amerika). In: Vorwärts! Pariser Signale aus Kunst, Wissenschaft, Theater, Musik und geselligem Leben, Paris vom 13. Juli 1844
- [Hermann Ewerbeck]: Alt- und Neu-London. In: Vorwärts! Pariser Signale aus Kunst, Wissenschaft, Theater, Musik und geselligem Leben, Paris Nr. 99, 100, 101 und 104 vom 1. 14. 18., und 28. Dezember 1844
- Kommunistischer Katechismus (Fragment) 1844/1845[36]
- [Hermann Ewerbeck]: Das Geld. In: Blätter der Zukunft. Paris (1845/46), S. 1–3
- [Hermann Ewerbeck]: Politischer und socialer Umschwung. In: Blätter der Zukunft. Paris (1845/46), S. 97–128
- Jean Paul Marat als Mann der Wissenschaft und der Politik. In: Rheinische Jahrbücher zur gesellschaftlichen Reform. Hrsg. unter Mitwirkung Mehrerer von Hermann Püttmann. Bd. 2. Verlagsbuchhandlung Belle-Vue, Belle-Vue, bei Constanz 1846, S. 170–211 Digitalisat
- [Hermann Ewerbeck]: Mit schnellen Schritten würde …. In: Trier'sche Zeitung Nr. 180 vom 29. Juni 1846
- [Hermann Ewerbeck]: Unsere Epoche. In: Blätter der Zukunft. Paris 1847, Heft 2
- [Hermann Ewerbeck]: Unsere Epoche. In Blätter der Zukunft. Paris. Heft 2, 1847
- [Hermann Ewerbeck]: Hier Baiern -Hier Analusia! In: Die Pariser Horen. Journal für Literatur, Kunst, Wissenschaft, Politik und gesellschaftliches Leben. Redaktion Ferdinand Braun und German Mäurer Bautruche, Paris 1847
- [Hermann Ewerbeck]: Die Steuer von 45 Centimes auf das Grundeigenthum. In: Neue Rheinische Zeitung Ntr. 20 vom 20. Juni 1848[37]
- [Hermann Ewerbeck]: ++ Den Kämpfen der Slawenrace in Böhmen …Frankreich und Deutschland. In: Neue Rheinische Zeitung vom Nr. 36 vom 3. Juli 1848
- [Hermann Ewerbeck]: (Bakunin). In: Neue Rheinische Zeitung. Nr. 36 vom 6. Juli 1848
- [Hermann Ewerbeck]: Frankreich und Deutschland. In: Neue Rheinische Zeitung vom 18. Oktober 1848, S. 4
- [Hermann Ewerbeck]: Demokratischer Kongreß. In: Berliner Zeitungs-Halle vom 31. Oktober 1848 Beilage
- [Hermann Ewerbeck]: Demokratischer Kongreß. In: Neue Rheinische Zeitung vom 2. November 1848, S. 3
- [Hermann Ewerbeck]: Correspondance particulière de la Réforme. La Réform vom 11. November 1849, S. 2
- [Hermann Ewerbeck]: Les Démocrates de l’Allemagne. La Réform vom 20. November 1849, S. 2
- [Hermann Ewerbeck]: Paris, den 23. Nov. In: Neue Rheinische Zeitung. Nr. 154 vom 28. November 1848 Beilage, S. 3 Sp. 1[38]
- [Hermann Ewerbeck]: Journalschau. In: Neue Rheinische Zeitung vom 3. Januar 1849, S. 3
- [Hermann Ewerbeck]: Arbeiterassociationen. In: Neue Rheinische Zeitung Nr. 188 vom 6. Januar 1849[39]
- [Hermann Ewerbeck]: Das ‚kommunistische Manifest‘ - Charles Paya. In: Neue Rheinische Zeitung Nr. 192 vom 11. Januar 1849
- [Hermann Ewerbeck]: Paris, 18. Januar. In: Neue Rheinische Zeitung. In: Neue Rheinische Zeitung Nr. 202 vom 22. Januar 1849[40]
- [Hermann Ewerbeck]: Une procès de presse Allemagne. La Réform vom 17. Februar 1849, S. 2
- [Hermann Ewerbeck]: Die Milliarde – Bonaparte. In: Neue Rheinische Zeitung vom 17. März 1849, S. 4
- [Hermann Ewerbeck]: Die demokratische Presse. In: Neue Rheinische Zeitung vom 22. März 1848, S. 4

### Übersetzungen
- Étienne Cabet: Reise nach Ikarien. Aus dem Französischen übersetzt von Dr. Wendel-Hippler. Bureau des Populaire, Paris 1847 (Neu hrsg. von H. Lux, Magdeburg 1893) (Reprint: Karin Kramer Verlag, Berlin 1979 (Bibliothek der Utopien))
- Étienne Cabet: Wie ich Kommunist bin und mein communistisches Glaubensbekenntnis. (Übersetzt von) Dr. Wendel-Hippler. Twietmeyer, Leipzig/Paris 1847
- Qu’est-ce que la Bible. D’après la nouvelle philosophie Allemande. Ladrange/Garnier fréres, Paris 1850 MDZ
- Das Weib, ihr unglückliches Schicksal in der gegenwärtigen Gesellschaft, ihr Glück in der deutsch-ikarischen Gemeinschaft, von Cabet. aus dem Französischen von Dr. Hermann Ewerbeck (aus Danzig). Hrsg. von Carl Georg Allhusen, Kiel 1850.
- August Schleicher: Les langues dans l’Europe moderne. Trad. de l’allemand par Hermann Ewerbeck. Ladrange/Garnier fréres, Paris 1852

### Briefe
- Ewerbeck an Arnold Ruge 3. Januar 1841[41]
- Ewerbeck an Arnold Ruge 19. Juni 1841[42]
- Ewerbeck an Arnold Ruge 21. Juli 1841[43]
- Ewerbeck an Wilhelm Weitling 26. Oktober 1842[44]
- Ewerbeck an Simon Schmidt 5. Dezember 1842[45]
- Ewerbeck an Wilhelm Weitling 31. Januar 1843[46]
- Ewerbeck an Wilhelm Weitling etwa Februar 1843[47]
- Ewerbeck an Wilhelm Weitling 19. Februar 1843[48]
- Ewerbeck an Karl Marx Juni 1845.[49]
- Ewerbeck an Karl Marx 31. August 1845.[50]
- Ewerbeck an Karl Marx. Friedrich Engels und Moses Heß 22. September 1845.[51]
- Ewerbeck an Karl Marx. Friedrich Engels und Moses Heß 28. Dezember 1845.[52]
- Ewerbeck an Heinrich Heine 26. Februar 1846[53][54]
- Ewerbeck an Karl Marx 15. Mai 1846.[55]
- Ewerbeck an Karl Marx 30. Juni 1846.[56]
- Ewerbeck an Karl Marx 22. Juli 1846.[57]
- Ewerbeck an Karl Marx 27. Juli 1846.[58]
- Ewerbeck an Karl Marx 14. August 1846.[59]
- Ewerbeck an Friedrich Engels nach dem 15. August 1846.[60]
- Ewerbeck an Karl Marx 20. August 1846.[61]
- Heinrich Heine an Ewerbeck Ende August 1846[62]
- Ewerbeck an Heinrich Heine 1. September 1846[63]
- Ewerbeck an Karl Marx um dem 27. Juni 1847.[64]
- Ewerbeck an Karl Marx 21. Mai 1848.[65]
- Ewerbeck an Karl Marx 12. Dezember 1848.[66]
- Ewerbeck an Léon Faucher 10. Februar 1849[67]
- Ewerbeck an Karl Marx 26. Februar 1849.[68]
- Ewerbeck an Karl Marx 25. Januar 1850.[69]
- Ewerbeck an Heinrich Heine. Widmung ohne Datum Qu’est-ce que la religion d’après la nouvelle philosophie allemande. Paris 1850[70]
- Ewerbeck an Heinrich Heine. Widmung ohne Datum L’Allemagne et les Allemands. Paris 1851[71]
- Ewerbeck an Karl Marx 2. März 1851.[72]
- Ewerbeck an Karl Marx 9. Oktober 1851.[73]
- Ewerbeck an Karl Marx 3. Februar 1852.[74]
- Ewerbeck an Karl Marx 21. April 1852.[75]
- Ewerbeck an Ludwig Feuerbach 5. November 1854[76]
- Ewerbeck an Alexander von Hübner 1859[77]
- Ewerbeck an Friedrich Herman Semmig 8. Mai 1859[78]
- Ewerbeck an Friedrich Herman Semmig 17. November 1859[78]

### Biographien
- Friedrich Herman Semmig: Das deutsche Gespenst in Frankreich. Historisch-patriotische Phantasien. In: Orion. Monatsschrift für Literatur und Kunst. Hrsg. von Adolf Strodtmann. 2. Bd. Hoffmann und Campe Hamburg 1863, S. 860 ff und 943 ff.[79]
- Wolfgang Mönke: Ewerbeck, August Hermann. In: Biographisches Lexikon zur deutschen Geschichte. Verlag der Wissenschaften, Berlin 1967, S. 113–114
- Manfred Zmarzly: Einer der Führer des ‚Bundes der Gerechten‘. Hermann Ewerbeck. In: Beiträge zur Geschichte der Arbeiterbewegung. Dietz Verlag, Berlin 1970, Heft 4, S. 641–647
- Wolfgang Mönke: Ewerbeck, Hermann August. In: Geschichte der deutschen Arbeiterbewegung. Biographisches Lexikon. Dietz Verlag, Berlin 1970, S. 123–124
- Martin Hundt: Programmatische Bemühungen im Bund der Gerechten. Zu Marx’ Einfluß auf ein neuentdecktes Katechismus-Fragment von 1844/45. In: Marx-Engels-Jahrbuch 2, Dietz Verlag, Berlin 1979, S. 311 ff.
- Bert Andréas: Karl Marx/Friedrich Engels. Das Ende der klassischen deutschen Philosophie. Bibliographie. Trier 1983 (Schriften aus dem Karl-Marx-Haus Heft 28)
- Wolfgang Meiser: Ewerbeck, August Hermann. In: Biographisches Lexikon zur Geschichte von den Anfängen bis 1945. Hrsg. von Kurt Pätzhold u. a., Berlin 1991, S. 133 f.
- Jakow Rokitjanski: Ewerbeck, Hermann August. In: Demokratische Wege. Deutsche Lebensläufe aus fünf Jahrhunderten. Hrsg. von Manfred Asendorf und Rolf von Bokel. J. B. Metzler, Stuttgart/Weimar 1997, S. 158–160.
- Martin Hundt: Am Vorabend der Entscheidung vom Herbst 1841. Drei Briefe Hermann Ewerbecks an Arnold Ruge. In: Beiträge zur Geschichte der Arbeiterbewegung. Berlin 2001. Heft 2, S. 33 ff.
- Michael Espagne: Retour a Hermann Ewerbeck. In: Cahiers d’Études germaniques. Marx et autres exilés. Études en l’honneur de Jacques Grandjonc, réunies par Karl Heinz Götze. Aix-en Provence 2002, S. 33–42
- Bernd Füllner, François Melis: ‚Du hast dich bisher so freundlich für mich bezeugt …‘ Zwei Briefe von August Hermann Ewerbeck an Georg Weerth aus dem Revolutionsjahr 1849. In: Forum Vormärz Forschung Jahrbuch 2003. Hrsg. von Detlev Kopp u. a., Bielefeld 2004, S. 299–351
- François Melis August Hermann Ewerbeck – Vermittler demokratischer, sozialistischer und kommunistischer Ideen zwischen Frankreich und Deutschland im Pariser Exil. In: Forum Vormärz Forschung Jahrbuch 2005, Hrsg. von Detlev Kopp u. a., Bielefeld 2005, S. 267 ff.
- Waltraud Seidel-Höppner: Ewerbeck, Hermann August. In: Helmut Reinalter (Hrsg.): Biographisches Lexikon zur Geschichte der demokratischen und liberalen Bewegungen in Mitteleuropa. Bd. 2, Teil 1, Frankfurt a. Main 2005, S. 884 ff.
- François Melis: August Hermann Ewerbeck (1816–1860). Führendes Mitglied des Bundes der Gerechten und Vermittler sozialistischer Ideen zwischen Frankreich und Deutschland. In: Helmut Bleiber, Walter Schmidt, Susanne Schötz (Hrsg.): Akteure eines Umbruchs. Männer und Frauen der Revolution von 1848/49, 2. Bd., Fides, Berlin 2007, S. 91–131

#### Steckbriefe
- Allgemeiner Polizei-Anzeiger. Hrsg. von Friedrich Eberhardt. Bd. 34. Dresden 1852[80]
- Wermuth / Stieber: Die Communisten-Verschwörungen des 19. Jahrhunderts. Theil 2, A. W. Hayn, Berlin 1854[81]

### Weitere Quellen
- Wolfgang Mönke: Neue Quellen zur Hess-Forschung. Mit Auszügen aus einem Tagebuch, aus Manuskripten und Briefen aus der Korrespondenz mit Marx, Engels, Weitling, Ewerbeck u. a. Akademie Verlag, Berlin 1964 (Abhandlungen der Deutschen Akademie der Wissenschaften zu Berlin, Klasse für Philosophie, Geschichte, Staats-, Rechts- und Wirtschaftswissenschaften 1964,1)
- Bert Andréas, Wolfgang Mönke: Neue Daten zur Deutschen Ideologie. Mit einem unbekannten Brief von Karl Marx und anderen Dokumenten. In: Archiv für Sozialgeschichte. VIII. Bd., Hannover 1968, S. 1–159
- Der Bund der Kommunisten. Dokumente und Materialien 1836–1849. Bd. 1, Dietz Verlag, Berlin 1970
- Jacques Grandjonc: ‚Vorwärts!‘ 1844. Marx und die deutschen Kommunisten in Paris. Beitrag zur Entstehung des Marxismus. J. H. W. Dietz Nachfl., Berlin/Bonn-Bad-Godesberg 1973, ISBN 3-8012-1071-5
- Zeitgenossen von Marx und Engels. Ausgewählte Briefe aus den Jahren 1844 bis 1852. Hrsg. und annotiert von Kurt Koszyk und Karl Obermann. van Grocum & Comp., Assen/Amsterdam 1975, ISBN 90-232-1293-2
- Der Bund der Kommunisten. Dokumente und Materialien 1849–1851. Bd. 1 Dietz Verlag, Berlin 1982
- Bert Andréas: Karl Marx / Friedrich Engels. Das Ende der klassischen Philosophie. Bibliographie. Deutsch von Elisabeth Krieger, Trier 1983 (Schriften aus dem Karl-Marx-Haus Heft 28)
- Walter Schmidt (Hrsg.): Neue Rheinische Zeitung. Frankreich 1848/49. Verlag Philipp Reclam jun., Leipzig 1986 (Reclams Universal-Bibliothek 1136)
- Jacques Grandjonc: Zu Marx’ Aufenthalt in Paris. 12. Oktober 1843–1. Februar 1845. In: derselbe: Studien zu Marx’ erstem Paris-Aufenthalt und zur Entstehung der Deutschen Ideologie. Trier 1990 (Schriften aus dem Karl-Marx-Haus Trier Heft 43), S. 163–212
- Marx-Engels-Gesamtausgabe. Die Bibliotheken von Karl Marx und Friedrich Engels, annotiertes Verzeichnis des ermittelten Bestandes. Akademie Verlag, Berlin 1999, ISBN 3-05-003440-8 (Abteilung IV, Bd. 32, Vorauspublikation)